# Ghiacciaio Reuning
Il ghiacciaio Reuning è un ghiacciaio situato sull'isola Alessandro I, al largo della costa della Terra di Palmer, in Antartide. Il ghiacciaio, il cui punto più alto si trova a circa 350 m s.l.m., si trova sul lato occidentale della base della penisola Beethoven e da qui fluisce verso nord-ovest, unendo il proprio flusso a quello del ghiacciaio Hushen per poi entrare nel lato meridionale dell'insenatura di Mendelssohn.

## Storia
Il ghiacciaio Reuning è stato mappato per la prima volta dallo United States Geological Survey grazie a fotografie aeree scattate dalla marina militare statunitense durante il periodo 1967-68 ed a immagini satellitari scattate da un satellite Landsat nel periodo 1972-73. La formazione è stata poi così battezzata dal comitato consultivo dei nomi antartici in onore di Winifred M. Reuning, redattrice dell'ufficio Programmi Polari della National Science Foundation (NSF).